# Mistrovství Evropy juniorů v ledním hokeji 1978
Mistrovství Evropy juniorů v ledním hokeji 1978 byl 11. ročník této soutěže. Turnaj hostila od 27. prosince 1977 do 2. ledna 1978 finská města Helsinki a Vantaa. Hráli na něm hokejisté narození v roce 1960 a mladší.

## Výsledky

### Základní skupiny
| Poř. | Tým       | FIN  | SWE  | SUI  | NOR  | Z | V | R | P | Skóre | B |
| 1.   | Finsko    | —    | 2:1  | 10:7 | 11:1 | 3 | 3 | 0 | 0 | 23:9  | 6 |
| 2.   | Švédsko   | 1:2  | —    | 7:2  | 14:0 | 3 | 2 | 0 | 1 | 22:4  | 4 |
| 3.   | Švýcarsko | 7:10 | 2:7  | —    | 6:5  | 3 | 1 | 0 | 2 | 15:22 | 2 |
| 4.   | Norsko    | 1:11 | 0:14 | 5:6  | —    | 3 | 0 | 0 | 3 | 6:31  | 0 |

| Poř. | Tým           | URS  | TCH  | POL | GER} | Z | V | R | P | Skóre | B |
| 1.   | Sovětský svaz | —    | 3:0  | 8:1 | 13:1 | 3 | 3 | 0 | 0 | 25:2  | 6 |
| 2.   | ČSSR          | 0:3  | —    | 8:2 | 13:1 | 3 | 2 | 0 | 1 | 21:6  | 4 |
| 3.   | Polsko        | 1:8  | 2:8  | —   | 5:3  | 3 | 1 | 0 | 2 | 8:19  | 2 |
| 4.   | SRN           | 1:13 | 1:13 | 3:5 | —    | 3 | 0 | 0 | 3 | 7:28  | 0 |

### Skupiny o konečné umístění
Vzájemné výsledky ze základních skupin se započetly celkům i do skupin o konečné umístění.
| Poř. | Tým           | FIN     | URS     | SWE   | TCH   | Z | V | R | P | Skóre | B |
| 1.   | Finsko        | —       | 6:5 pr. | (2:1) | 6:2   | 3 | 3 | 0 | 0 | 14:8  | 6 |
| 2.   | Sovětský svaz | 5:6 pr. | —       | 5:3   | (3:0) | 3 | 2 | 0 | 1 | 13:9  | 4 |
| 3.   | Švédsko       | (1:2)   | 3:5     | —     | 4:2   | 3 | 1 | 0 | 2 | 8:9   | 2 |
| 4.   | ČSSR          | 2:6     | (0:3)   | 2:4   | —     | 3 | 0 | 0 | 3 | 4:13  | 0 |

Poznámka: Před posledním hracím dnem bylo jasné, že mistři Evropy vzejdou z utkání Finsko-SSSR. Oba týmy měli shodně po dvou předchozích vítězstvích skóre 8:3. Když utkání skončilo 3:3, nastavovala se další dvacetiminutovka. Po ní byl stav 5:5 a pokračovalo se na "náhlou smrt" (tedy že další vstřelená branka ukončí utkání). V 82. minutě rozhodl Jari Kurri o titulu pro domácí tým.
| Poř. | Tým       | POL   | SUI   | GER   | NOR   | Z | V | R | P | Skóre | B |
| 5.   | Polsko    | —     | 4:3   | (5:3) | 6:3   | 3 | 3 | 0 | 0 | 15:9  | 6 |
| 6.   | Švýcarsko | 3:4   | —     | 10:7  | (6:5) | 3 | 2 | 0 | 1 | 19:16 | 4 |
| 7.   | SRN       | (3:5) | 7:10  | —     | 2:1   | 3 | 1 | 0 | 2 | 12:16 | 2 |
| 8.   | Norsko    | 3:6   | (5:6) | 1:2   | —     | 3 | 0 | 0 | 3 | 0:23  | 0 |

 Norsko sestoupilo z elitní skupiny.

## Turnajová ocenění
Začal být pravidelně vyhlašován All Star tým (předtím byl vybrán pouze k MEJ 1971)
|                            | Brankář          | Obránce           | Obránce            | Útočníci     | Útočníci       | Útočníci   |
| -------------------------- | ---------------- | ----------------- | ------------------ | ------------ | -------------- | ---------- |
| Ceny direktoriátu IIHF     | Jari Paavola     | Jevgenij Popichin | Jevgenij Popichin  | Jari Kurri   | Jari Kurri     | Jari Kurri |
| All-Star Tým (podle médií) | Dmitrij Saprikin | Timo Blomqvist    | Jan-Åke Danielsson | Igor Funikov | Jarmo Mäkitalo | Jari Kurri |

### Produktivita
|                 | G  | A | B  |
| --------------- | -- | - | -- |
| Henry Locher    | 12 | 3 | 15 |
| Vladimir Krutov | 6  | 7 | 13 |
| Jarmo Mäkitalo  | 4  | 7 | 11 |
| Dušan Pašek     | 6  | 4 | 10 |
| Ove Olsson      | 5  | 5 | 10 |

## Mistři Evropy - Finsko
Brankáři: Jari Paavola, Ari Timosaari

Obránci: Timo Blomqvist, Juha Huikari, Jari Munck, Jari Järvinen, Rauno Saamio, Mika Saarinen

Útočníci: Harri Haapaniemi, Mika Helkearo, Ilkka Huura, Kari Jalonen, Ari Kaikkonen, Ari Kaperi, Veli-Pekka Kinnunen, Jari Kurri, Mika Laine, Jussi Lepistö, Jarmo Mäkitalo, Petri Niukkanen.

## Československá reprezentace
Brankáři: Jiří Hamal, Josef Dušek

Obránci: Róbert Pukalovič, Miroslav Majerník, Jindřich Skala, Juraj Bakoš, Pavel Setíkovský, Jozef Bielich, Josef Prokop

Útočníci: Jiří Kodet, Dušan Pašek, Lubomír Pokovič, Rastislav Jendek, Miroslav Hollý, Igor Liba, Josef Machala, Josef Štěpanovský, Stanislav Frolík, Jaroslav Barochovský, Libor Hovorka.

## Nižší skupiny

### B skupina
Šampionát B skupiny se odehrál v Den Boschi v Nizozemí, postup na mistrovství Evropy juniorů 1979 si vybojovali Italové. Naopak sestoupili
Belgičané.
1.  Itálie

2.  Francie

3.  Rumunsko

4.  Jugoslávie

5.  Rakousko

6.  Nizozemí

7.  Dánsko

8.  Belgie

### C skupina
Premiérový šampionát C skupiny se odehrál v Sofii v Bulharsku, vyhráli jej Maďaři.
1.  Maďarsko

2.  Bulharsko

3.  Španělsko